# Elma (New York, város)
Elma város az USA New York államában, Erie megyében. Lakosainak száma 11 721 fő (2020. április 1.).

## Népesség
A település népességének változása:

| 2010 | 11 317 |
| 2020 | 11 721 |